# 黄沙岭
黄沙岭坐落在中华人民共和国广西壮族自治区贺州市富川瑶族自治县，主峰圣皇岭高950米。

## 概况
黄沙岭属低山区，由蛮子岭、大金岭等山组成，主峰圣皇岭，海拔950米。地势由北向西南倾斜。

## 动植物
黄沙岭主要生长松、杉、油茶，大部分是水源林和荒山。

## 历史传说
唐朝武德四年（621年），李靖平定萧铣后，曾在此山驻扎，到桂州（今桂林市）派人分道招抚岭南地区各民族大首领，委任官职。《富川县志》上说，当地人为了纪念李靖，曾在山上立庙祭祀，并且改名“长标岭”。